# Gueto de Kaunas

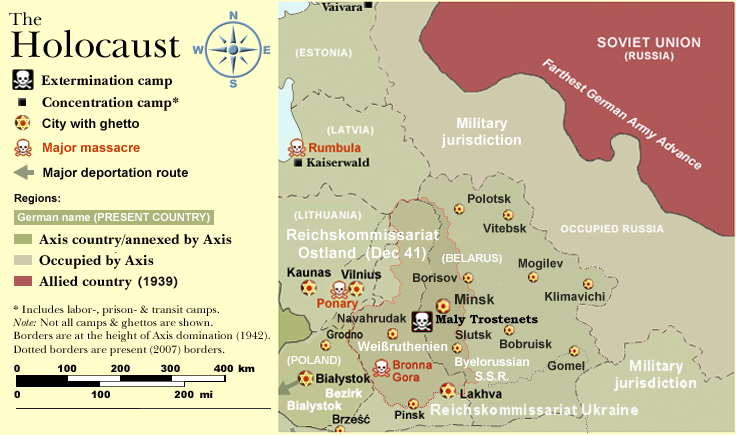
Guetos regidos por el Reichskommissariat Ostland y localización de Kovno

El Gueto de Kovno o Kaunas (Konzentrationslager Kauen (KZ) en alemán y Kauno Getas en lituano) fue un gueto construido en Kaunas, RSS de Lituania durante la ocupación nazi en la Unión Soviética.
Al igual que en los demás estados ocupados por las autoridades del III Reich, este gueto forma parte de la historia del holocausto sufrido por la población judía de Lituania. Dentro del área llegaron a vivir 40.000 personas, las cuales fueron posteriormente deportadas a campos de concentración y de exterminio o bien ejecutados en el Fuerte Noveno cercano a la localidad.
Los pocos judíos cautivos (cerca de 500) que consiguieron huir del gueto pasaron a formar parte de la Resistencia Partisana Soviética, los cuales operaban desde las zonas boscosas del sureste de Lituania y Bielorrusia.

## Historia

### Construcción del Gueto

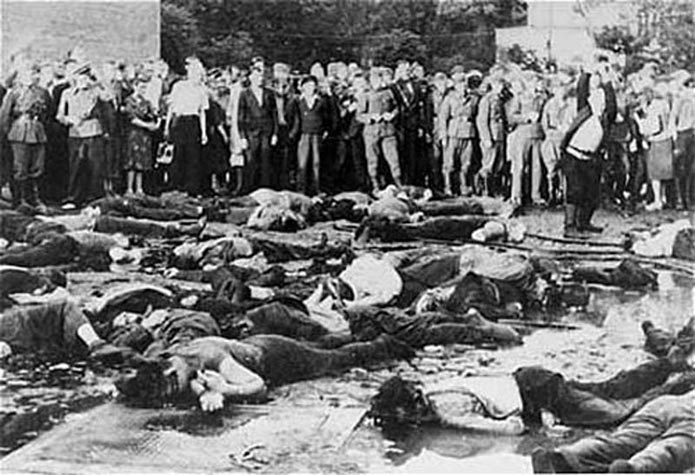
Un grupo de civiles son testigos de una masacre perpetrada por las fuerzas de ocupación

Tras la invasión de Lituania el 22 de junio de 1941, los nazis establecieron una administración civil dirigida por el Mayor general de las SA: Hans Kramer. Pocas semanas después, el Gobierno Provisional quedó disuelto, no sin antes levantar el gueto bajo la supervisión del comandante militar de Kaunas: Jurgis Bobelis, quien sancionaría extensas leyes contra la población judía del país a la vez que otorgaba mayor autoridad a las fuerzas del orden.
Entre julio y agosto de 1941 las fuerzas invasoras concentraron en un gueto cercano a Vilijampolė a 29 mil judíos que sobrevivieron al pogromo inicial. En la pequeña área había casas rústicas y según relataron algunos activistas "no había agua potable".

### Organización
El gueto estuvo formado en dos secciones: una "pequeña" y la otra "grande", a ambos lados de la calle Peneriai y conectadas por un puente de madera a varios metros sobre la misma. Cada cual estaba cercado por alambradas de espino y eran custodiados por guardias. Debido a la sobrepoblación dentro del gueto, puesto que cada persona disponía de menos de diez pies de espacio libre, las fuerzas alemanas reubicaban a estos varias veces a medida que el área iba estrechándose constantemente.
El 4 de octubre de 1941, tanto alemanes como lituanos destruyeron el lado pequeño y mataron a los que residían dentro. Varios días después, los alemanes organizaron lo que pasaría a llamarse la "Gran Acción" en la que 10 mil judíos murieron en el Fuerte Noveno en un solo día.
La población allí recluida estaba obligada a trabajar en campos de trabajos forzados a servicio del ejército nazi. Algunas obras fueron la base militar de Aleksotas. El Consejo de Ancianos Judío dirigido por Elkhanan Elkes también ayudó a dar trabajo a mujeres, ancianos y niños (los cuales no trabajaban fuera del gueto) con la esperanza de que no fueran ejecutados.

### Últimos días
En el otoño de 1943 las SS tomaron el control del gueto y lo habilitaron como campo de concentración. El Comandante Wilhelm Göcke estaba al mando. Con su llegada, el Consejo de Sabios fue disuelto, más de 3.500 judíos fueron enviados a varios subcampos donde la estricta disciplina era parte de la vida diaria. El 26 de octubre, las SS deportaron a más de 2.700 personas a otros campos como Vaivara, RSS de Estonia y otros tantos a Auschwitz siendo en su mayoría ancianos y niños.
El 8 de julio de 1944 los alemanes mandaron evacuar el campo y deportaron a los judíos restantes a Dachau y Stutthof entre otros. 
Tres semanas antes de la llegada del Ejército Rojo, los alemanes dinamitaron el gueto, en cuanto a los supervivientes (aproximadamente 2.000) murieron quemados o por disparos en el momento que intentasen escapar. Finalmente las tropas soviéticas llegaron a Kaunas el 1 de agosto de 1944. 500 supervivientes se ocultaron en zonas boscosas o en búnkeres individuales.

## Infancia

### Escuela clandestina
En 1942 había aproximadamente 2.500 niños sin derecho a la enseñanza, por lo que decidieron construir una escuela clandestina como acto de rebeldía al nazismo. Dicho centro apareció en la publicación US Holocaust bajo el título de The Hidden History of the Kovno Ghetto. Sin embargo la mayoría de los niños fueron trasladados del gueto en los días del 27 al 28 de marzo de 1944 y finalmente llevados al Fuerte Noveno como parte de la operación Kinder Aktion.

### Tráfico de bebés
En 1942 fue aprobada una ley por la que se prohibía dar a luz, por lo que aquellas mujeres embarazadas se enfrentaban a la muerte. No obstante las autoridades también traficaban con los bebés de entre 9 y 15 meses y los entregaban a madres de acogida lituanas.[cita requerida]